# 鈴鹿市警察
鈴鹿市警察（すずかしけいさつ）は、かつて存在した三重県鈴鹿市の自治体警察。

## 概要
1947年（昭和22年）12月に公布された旧警察法に基づき、鈴鹿市では1948年（昭和23年）2月3日に鈴鹿市公安委員として3名を任命した。同年2月7日、公安委員会は会合を行い、初代警察長兼鈴鹿市警察署長に田尻礼一を任命するとともに、1949年（昭和24年）度から3か所の増設すること、当時としては最新鋭であったサイドカーや自転車を導入することを決定した。従来の三重県警察部が解体され、1948年（昭和23年）3月7日に鈴鹿市警察署が設置された。発足時の鈴鹿市警察署は神戸町萱町にあり老朽化していたため、神戸地子町（現・神戸三丁目）に同年8月に木造2階建ての新庁舎が落成した。同年の犯罪件数は1,053件で、検挙数は717件であった。
その後、本署と派出所の間に直通電話が設けられ、1950年（昭和25年）に演武場を建設するなどハード面の整備が整えられた。同年には機構改革も行われ、4つの課の名称を変更、駐在所を派出所に改称した。また、同年8月には連合国軍最高司令官総司令部から拳銃を貸与され、各警察官が所持した。
1954年（昭和29年）に新警察法が公布された。これにより国家地方警察と自治体警察が廃止され、新たに都道府県警察として三重県警察本部が発足。鈴鹿市議会では2月の臨時議会で自治体警察制度の廃止に反対決議を行ったが、鈴鹿市警察も4月1日に三重県警察に統合され、姿を消した。

## 組織
発足時の組織は、警務課・公安課・刑事課・外勤補導課の4課が設置され、1950年（昭和25年）には総務課・捜査課・防犯課・警ら交通課にそれぞれ改称した。廃止直前には総務課・捜査課・警備課・防犯課・警ら交通課の5課体制であった。

### 職員
| 時期      | 署長兼警察長（警視） | 警部 | 警部補 | 巡査部長 | 巡査 | その他（書記等） | 計 |
| --------- | -------------------- | ---- | ------ | -------- | ---- | ---------------- | -- |
| 1948年3月 | 1                    | 1    | 3      | 12       | 68   | 3                | 88 |
| 1948年8月 | 1                    | 1    | 3      | 7        | 63   | 4                | 88 |
| 1954年4月 | 1                    | 2    | 4      | 15       | 62   | 14               | 98 |

### 歴代警察長兼警察署長
| 代 | 警察長   | 階級 | 任期                  |
| -- | -------- | ---- | --------------------- |
| 1  | 田尻礼一 | 警視 | 1948年3月 - 1954年4月 |

### 派出所
発足当初は駐在所を名乗っていたが、1950年（昭和25年）に派出所へ改名された。無印は発足時から存在、※印は1949年（昭和24年）に増設したもの。
- 江島派出所
- 池田派出所
- 白子派出所
- 南若松派出所
- 道伯派出所
- 北若松派出所
- 三日市派出所
- 石薬師派出所
- 下箕田派出所
- 西玉垣派出所
- 寺家派出所
- 柳派出所
- 国府派出所
- 河田派出所
- 庄野派出所
- 甲斐派出所
- 稲生派出所
- 加佐登派出所
- 野町派出所※
- 南長太派出所※
- 平野派出所※
- 平田派出所※